# بشملة معنقة
بشملة معنقة (الاسم العلمي:Eriobotrya petiolata) هي نوع غير مؤكد من النباتات تتبع جنس البشملة من الفصيلة الوردية. تم وصف هذا النوع من النبات علمياً لأول مرة من قبل ويليام هوكر وجوزيف دالتون هوكر سنة 1878.